# Tommy's Stratagem
Tommy's Stratagem è un cortometraggio muto del 1913 scritto e diretto da Ashley Miller.

## Produzione
Il film fu prodotto dalla Edison Company.

## Distribuzione
Distribuito dalla General Film Company, il film - un cortometraggio in una bobina - uscì nelle sale cinematografiche degli Stati Uniti il 4 novembre 1913.